# FK Karpati Lavov
FK Karpaty Ljviv (ukr: ФК Карпати Львів) ukrajinski je profesionalni nogometni klub iz grada Ljviva. Naziv su dobili po Karpatima, planinskom masivu u jugoistočnoj Europi. Kao klub, jedan su od najvećih klubova u Ukrajini, gdje trenutno igraju u 1. ligi. Tamo su nastupali od osnivanja lige pa do ispadanja nakon sezone 2003./04. Opet su se vratili nakon 2 sezone u nižem rangu. Od trofeja imaju samo 1 SSSR kup iz 1969. Igraju na Stadion Ukrajina stadionu koji ima kapacitet od 28.051 ljudi. Na tom stadionu nastupa i Ukrajinska nogometna reprezentacija.

## Vanjske poveznice
- Službena stranica (ukr.)
- Ultrasi Karpati Lavov[neaktivna poveznica] (ukr.)
- Navijačka stranica (ukr.)
- FCKarpaty.com.ua (ukr.)